# Poljska prženica
Poljska prženica  (obična prženica, češljasta prženica, lat. Knautia arvensis), biljka je iz roda Knautia, kozokrvnica potporodice Dipsacoideae, nekadašnja porodica češljugovke (Dipsacaceae). Raste u Europi, Kavkazu, Kazahstanu te zapadnom Sibiru. Kod nas raste na suhim livadama i uz puteve.

## Jestivost i ljekovitost
Nekada je korištena kao ljekovita biljka (djeluje stežuće, protiv svraba, te je blagi diuretik, čisti krv), no danas se više ne koristi. Biljka prije cvatnje se može koristiti kao povrće. Jestivi su i cvjetovi.

## Sastav
Sadrži eterično ulje, tanine, glikozide, gorke tvari.

## Vanjske poveznice
Plants For A Future